# Flint Town
Flint Town è una docu-serie televisiva statunitense di otto episodi sui disagi economici e sociali a Flint, che è stata lanciata su Netflix il 2 marzo 2018.

## Trama
Il documentario si concentra sui pensieri e le emozioni conflittuali degli uomini e delle donne che proteggono le aree urbane di Flint, Michigan alle prese con povertà, criminalità, i servizi pubblici finanziariamente debilitati e la crisi idrica della città. La serie copre un periodo compreso tra novembre 2015 e inizio 2017, nello stesso arco temporale delle elezioni presidenziali del 2016. Il dipartimento di polizia è sceso da 300 effettivi a 98 per 100.000 persone, il numero più basso di una città di dimensioni comparabili (in America). Nel corso degli episodi, la polizia ha affrontato un voto cruciale per la tassa alla sicurezza e il consilio della città che lottava contro i finanziamenti.

## Episodi
| nº | Titolo originale      | Titolo italiano      | Uscita mondiale |
| --- | --------------------- | -------------------- | --------------- |
| 1 | Welcome to Flint Town | Benvenuti a Flint    | 2 marzo 2018    |
| Mentre scoppia una crisi idrica e un nuovo sindaco ha giurato, il dipartimento di polizia a corto di personale affronta le accuse di estorsione federale mentre sta lottando per proteggere la città. |                       |                      |                 |
| 2 | Two Guns              | Due pistole          | 2 marzo 2018    |
| Un nuovo capo introduce il cambiamento mentre un dibattito presidenziale arriva in città. Un giovane cadetto è in allenamento, mentre il veterano Frost ricorda un doloroso incidente.                |                       |                      |                 |
| 3 | The Rat Pack          | Il Rat Pack          | 2 marzo 2018    |
| La nuova squadra di Chief Johnson che si occupa di area ad alta criminalità interviene, con una risposta divisa da parte della comunità. Il cadetto Dion e sua madre si avvicinano per la laurea.     |                       |                      |                 |
| 4 | Death and Homicide    | Morte e omicidio     | 2 marzo 2018    |
| La polizia di Flint combatte con un negozio che ritiene essere una calamita per attività criminali. Dion ha il suo primo turno sul lavoro. Gli agenti reagiscono a una sparatoria a Dallas.           |                       |                      |                 |
| 5 | The Numbers           | I numeri             | 2 marzo 2018    |
| La polizia di Flint affronta sentimenti anti-polizia. La città inizia un programma di polizia di volontari. Le statistiche sulla criminalità generano un cauto ottimismo.                             |                       |                      |                 |
| 6 | Devil's Night         | La notte del diavolo | 2 marzo 2018    |
| Il candidato presidenziale Donald Trump visita Flint. Mentre gli elettori valutano se rinnovare la tassa di finanziamento della polizia, il capo Johnson cerca altri modi per aumentare le entrate.   |                       |                      |                 |
| 7 | Two Worlds            | Due mondi            | 2 marzo 2018    |
| Il giorno delle elezioni arriva. Mentre gli ufficiali nervosi attendono il risultato, nelle strade non accade nulla di nuovo. La vittoria di Trump espone le divisioni nel dipartimento.              |                       |                      |                 |
| 8 | The Stand Off         | L'impasse            | 2 marzo 2018    |
| Johnson si scontra con il consiglio comunale sul bilancio mentre le statistiche sul crimine vanno nella direzione sbagliata. Balasko e Frost riflettono sul loro futuro insieme.                      |                       |                      |                 |

## Cast
- Bridgette Balasko - Agente di polizia; ufficiale, squadra CATT (Crime Area Target Team); aspira ad essere un investigatore federale; più tardi detective della Omicidi
- Devon Bernritter - Capitano
- John Boismier - Addetto alla formazione sul campo
- Esther Campbell - Sergente, squadra CATT
- Hillary Clinton - Candidato presidenziale democratico
- Jessica Dupnack - Reporter di notizie ABC12
- Robert Frost - Sergente
- Timothy Johnson - Capo della polizia, nominato dal sindaco Karen Weaver
- Dion Reed - LERTA Cadet è diventato ufficiale di polizia, figlio di Maria
- Maria Reed - LERTA Cadet è diventata ufficiale di polizia, madre di Dion
- Bernie Sanders - Candidato presidenziale democratico
- Bill Schuette - Procuratore generale del Michigan
- Lewis Spears - Volontario della riserva di polizia
- James Tolbert - Ex capo della polizia, licenziato dal sindaco Karen Weaver
- Donald Trump - 45º Presidente degli Stati Uniti d'America
- Jazmin Tuttle - Fidanzata di Dion Reed
- Keith Urquhart - Sergente, squadra CATT
- Scott Watson - Ufficiale, squadra CATT
- Karen Weaver - Sindaco di Flint neoeletto
- James Wheeler - Addetto alla formazione sul campo
- Brian Willingham - Agente di polizia